# Kurt Gabka
Kurt Gabka (* 18. August 1924; † 24. Oktober 2010 in Greifswald) war ein deutscher Slawist.

## Leben
Nach der Promotion zum Dr. phil. am 17. Juli 1956 an der Universität Greifswald und der Habilitation am 14. Dezember 1960 ebenda wurde er Professor in Greifswald 1963. Die Emeritierung erfolgte 1989.

## Schriften (Auswahl)
- Untersuchungen zur Hypotaxe im Altrussischen. Greifswald 1956, OCLC 73873796.
- Untersuchungen zum Wortgebrauch Ivan Groznyjs im Bereich des Psychischen. Greifswald Berlin 1960, OCLC 961209708.
- Theorien zur Darstellung eines Wortschatzes. Mit einer Kritik der Wortfeldtheorie. Halle an der Saale 1967, OCLC 1160733393.
- Einführung in das Studium der russischen Sprache. Leipzig 1974, OCLC 256304035.